# Diga di Sơn La
La diga di Sơn La è una diga a gravità in cemento armato costruita sul fiume nero, in località Ít Ong, nel distretto di Mường La, provincia di Sơn La, nel Vietnam settentrionale. Al momento dell'inaugurazione era la più grande centrale idroelettrica del sudest asiatico.

## Storia
La costruzione di una diga nella zona venne inizialmente proposta negli anni settanta ed una serie di studi di fattibilità vennero preparati da varie società ed istituzioni tra cui l'Istituto di energia idroelettrica ed industria di Mosca, la giapponese Electricity and Power Distribution Company, la Designing Research and Production Shareholding Company di Mosca e la svedese SWECO.
Nel maggio 2000 l'Assemblea nazionale del Vietnam rimandò la decisione definitiva sul progetto a causa della mancanza di informazioni sui piani di indennizzo e trasferimento delle popolazioni interessate dall'area della diga e del bacino, richiedendo anche la preparazione di un progetto per una diga più modesta. Il progetto venne finalmente approvato nel dicembre 2002 e i lavori di costruzione iniziarono ufficialmente il 2 dicembre 2005.
Il 17 dicembre 2010 la prima turbina venne connessa alla rete nazionale e venne ufficialmente attivata il 7 gennaio 2011. Le altre cinque turbine vennero attivate in sequenza fino al completamento del progetto il 20 dicembre 2012, con tre anni di anticipo rispetto alle stime progettuali.

## Descrizione
La diga a gravità è costruita in calcestruzzo armato ed è alta 138 metri, spessa 90 metri alla base ed è lunga 1.000 metri. È stata progettata dalla azienda russa Hydroproject. La centrale elettrica è composta da sei turbine da 400 MW ciascuna, per un totale di 2.400 MW e una generazione annuale di 10.246 GWh. Il costo totale del progetto è stato di 2 miliardi di dollari. La diga e la centrale sono di proprietà della Vietnam Electricity.

## Impatto
Per la costruzione della diga è stato necessario trasferire più di 91.000 persone, in grande maggioranza appartenenti a minoranze etniche. Due aree di trasferimento sperimentali sono state create nel 2003 mentre il trasferimento vero e proprio è avvenuto a partire dal 2005.